# NRX

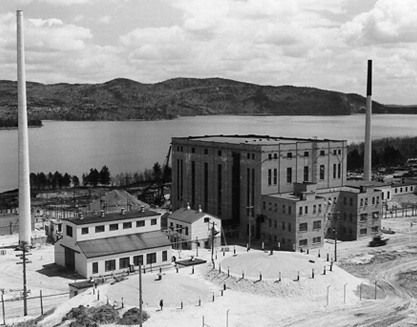

NRX (National Research X-metal) var en tungvattenmoderad, lättvattenkyld forskningsreaktor på Chalk River Laboratories i Kanada som driftsattes 1947. År 1952 inträffade en olycka som klassades som en femma på den sjugradiga INES skalan.

## Utformning
Reaktorn, en föregångare till moderna kanadensiska reaktorer, använde metalliskt aluminiumkapslat kärnbränsle. Bränslet och kylvattnet, som var vanligt flodvatten och togs från Ottawafloden, fanns i vertikala tryckrör, och separerades från moderatorn genom en luftspalt. Liksom den RBMK-1000 reaktor som förolyckades i Tjernobyl, var reaktorn designad med en positiv voidkoefficient. Reaktorn var inte omgiven av någon inneslutning, utan frånluften från reaktorbyggnaden gick ofiltrerat ut genom skorstenen.

## Olyckan
Reaktorn hade varit avstängd under flera dagar och arbete pågick för mätning av olika bränslekanaler. På grund av arbetet hade man strypt det normala kylvattenflödet genom de påverkade kanalerna. Det automatiska säkerhetssystemen var bortkopplade, vilket möjliggjorde att en felaktig styrstavsmanöver kunde utföras. Effekten steg snabbt, men effektökningen som till en början kunde hindras genom manuella ingripanden och stannade först på 17 MW termisk effekt, eskalerade då kylvattnet till följd av strypningarna i kanalerna började koka. Dessutom uppstod en kemisk reaktion mellan uranmetall och vatten vilket ledde till vätgasbildning och ytterligare värmeproduktion.
Tack vare designen med positiv voidkoefficient, påskyndade ångbildningen kedjereaktionen, varpå effekten på 10-15 sekunder steg till 80 MW. Vi det här laget var trycket så högt, att tryckrören till bränslekanalerna sprängdes, och väggarna till moderatortanken gick sönder varpå moderatorn rann ut så att kedjereaktionen stoppades.
Av reaktorns 192 bränslekanaler förstördes totalt 22 stycken. 4 000 m3 Moderatorvatten och kylvatten ansamlades i reaktorbyggnadens källare, med en aktivitet  beräknad till 400 TBq, varav ca 40 TBq Strontium-90. Som en nödåtgärd pumpades vattnet ur källaren och ut i diken som grävts i anläggningsområdets strand. År 1956 uppgavs det att 0,4 GBq/dygn nådde fram till Ottawafloden.